# Lila Kedrova
Lila Kedrova eredeti nevén Jelizaveta („Lilija”) Nyikolajevna Kedrova (oroszul: Елизавета (Лиля) Николаевна Кедрова) (Szentpétervár, 1909. október 9. – Sault Ste. Marie, Kanada, 2000. február 16.) Oscar-díjas és Tony-díjas orosz származású francia színésznő. Legismertebb szerepe Madame Hortense volt a Zorba, a görög című filmben Anthony Quinn-nel.

## Élete
Jelizaveta Nyikolajevna Kedrova néven született Oroszországban. Pontos születési ideje ismeretlen, mivel családjával otthagyták az országot az irataikkal együtt, mikor hároméves volt. Szülei zeneművészek voltak, édesanyja, Szofja Gladkaja operaénekes, édesapja Nyikoláj Kedrov zeneszerző és kórusvezető. Először Németországban próbáltak szerencsét, majd Franciaországban, Párizsban telepedtek le. Édesanyja zeneórákat adott a konzervatóriumban, édesapja pedig egy új férfi kvartettet alapított.
Kedrova először tizennégyévesen nyert ízelítőt a színművészetből, de a szülei ellenezték ezt a pályát. Mikor az ifjú Kedrova megszökött Brüsszelbe egy orosz származású színészcsapattal, édesanyja követte őt, és egy előadást látva végül beleegyezett Kedrova választásába. Ezután Kedrova drámaiskolába járt, ahol Pierre Valide színész és rendező tanítványa volt, később felesége is. Az ötvenes években a párizsi színpadon dolgoztak együtt A tetovált rózsa, a Pillantás a hídról, Egy csepp méz és a Kábítószer-razzia színművekben. Ezután francia filmekben vállalt szerepet, mint a megfilmesített Kábítószer-razzia 1955-ben.
1964-ben telefonhívást kapott Mihálisz Kakojánisztól, hogy tud-e angolul. A Zorba, a görög című film forgatása már elkezdődött, azonban Simone Signoret otthagyta a stábot, és szükségük volt egy új jelöltre. Bár szót sem beszélt angolul, Kedrova igent mondott, és mindent megtett, hogy megtanulja Madame Hortense szövegét. A rendező és a munkatársak is mind segítségére voltak, és munkája eredményét is igazolja, hogy nemzetközi ismertségre tett szert és elnyerte alakításáért a legjobb női mellékszereplőnek járó Oscar-díjat, valamint Golden Globe-díjra és BAFTA-díjra is jelölték.
Ezután Hollywoodban tevékenykedett, 1965-ben ismét Anthony Quinn-nel az A High Wind in Jamaica című produkcióban, 1966-ban Paul Newman és Julie Andrews oldalán volt látható a Szakadt függönyben. További jelentős filmjei Polański rendezésében A lakó és a Tell Me a Riddle Melvyn Douglasszel (1980). Kedrova a londoni West Enden is debütált, 1976-ban a Gigi című musicalben. A Cseresznyéskert szezonja alatt ismerkedett meg második férjével, Richard Howarddal, akivel haláláig együtt maradt.
1983-ban visszatért a Zorba, a görög musicaladaptációjában, ami egy éven át futott a színházban. Kedrova elnyerte érte a legjobb női mellékszereplőnek járó Tony-díjat. Színpadi sikere után még öt filmben játszott, majd nyugdíjba vonult. A színésznő Alzheimer-kórral küzdött, majd szívrendellenesség is felmerült nála. 2000-ben hunyt el Kanadában.

## Filmográfia

### Színpadi szereplések
- 1983-84: Zorba, a görög

### Filmek
| Év   | Cím                                    | Szerep                       | Magyar hangja                                                     |
| ---- | -------------------------------------- | ---------------------------- | ----------------------------------------------------------------- |
| 1938 | Ultimátum                              | Irina                        | n.a                                                               |
| 1953 | No Way Back                            | Ljuba                        | –                                                                 |
| 1954 | The Unfrocked One                      | feleség                      | –                                                                 |
| 1954 | Flesh and the Woman                    | Rose                         | –                                                                 |
| 1954 | Human Cargo                            | Madame Denis                 | –                                                                 |
| 1955 | Les chiffonniers d'Emmaüs              | Bastien felesége             | –                                                                 |
| 1955 | Kábítószer-razzia                      | Léa                          | Kiss Manyi                                                        |
| 1955 | School for Love                        | Madame Dimater, Sophia anyja | –                                                                 |
| 1956 | Jelentéktelen emberek                  | Madame Vacopoulos            | n.a                                                               |
| 1956 | Főutca                                 | Pepita                       | Mezey Mária                                                       |
| 1957 | Until the Last One                     | Marcella Bastia              | –                                                                 |
| 1957 | This Pretty World                      | Léa                          | –                                                                 |
| 1958 | Montparnasse 19                        | Anna Zborowsky               | –                                                                 |
| 1959 | Az asszony és a baba                   | Manuela                      | n.a                                                               |
| 1959 | Jons und Erdme                         | ?                            | –                                                                 |
| 1959 | My Pal the Gypsy                       | La Choute                    | –                                                                 |
| 1961 | Les Concini                            | Leonora Galigaï              | –                                                                 |
| 1962 | Mesdemoiselles Armande                 | La Ledoux                    | –                                                                 |
| 1963 | Kriss Romani                           | Kirvi                        | –                                                                 |
| 1964 | A bérgyilkos halála                    | Massa anyja                  | n.a                                                               |
| 1964 | Zorba, a görög                         | Madame Hortense              | Tolnay Klári                                                      |
| 1965 | A High Wind in Jamaica                 | Rosa                         | –                                                                 |
| 1966 | Szakadt függöny                        | Kucsinszka grófné            | Schubert Éva                                                      |
| 1966 | The Survivors                          | Emma Martens                 | –                                                                 |
| 1966 | Penelope                               | Sadaba                       | –                                                                 |
| 1966 | Maigret felügyelő csapdája             | Rose Alfonsi                 | Tábori Nóra                                                       |
| 1967 | Le canard en fer blanc                 | Rosa                         | –                                                                 |
| 1968 | The Girl Who Couldn't Say No           | Yolanda anyja                | –                                                                 |
| 1970 | Levél a Kremlbe                        | Madame Sophie                | Molnár Zsuzsa                                                     |
| 1972 | Cancer                                 | David anyja                  | –                                                                 |
| 1972 | Szoba a Párizsban                      | Madame Olga Dubillard        | Bánki Zsuzsa                                                      |
| 1972 | Escape to the Sun                      | Sarah Kaplan                 | –                                                                 |
| 1973 | Les glaces                             | Madame                       | –                                                                 |
| 1974 | Puha ágyak, kemény csaták              | Madame Grenier               | 1. magyar változat: Bánki Zsuzsa 2. magyar változat: Szabó Éva    |
| 1974 | Alla mia cara mamma nél giorno del suo | Mafalda grófnő               | –                                                                 |
| 1975 | Footprints on the Moon                 | Mrs. Heim                    | –                                                                 |
| 1975 | Together Forever                       | Cappelli grófnő              | –                                                                 |
| 1975 | Eliza's Horoscope                      | Lila                         | –                                                                 |
| 1976 | A lakó                                 | Madame Gaderian              | n.a                                                               |
| 1977 | Stop Calling Me Baby!                  | Tocqueville grófnője         | –                                                                 |
| 1977 | Nido de viudas                         | édesanya                     | –                                                                 |
| 1978 | The Paradise of Riches                 | Camille Chevallier           | –                                                                 |
| 1979 | A gavallér                             | Olga                         | 1. magyar változat: Tolnay Klári 2. magyar változat: Csíky Ibolya |
| 1979 | A Paradicsom csatornái                 | Charlotte                    | n.a                                                               |
| 1979 | Női fény                               | Sonia Tovalski               | Halász Aranka                                                     |
| 1980 | The Ghost Sonata                       | a múmia                      | –                                                                 |
| 1980 | Les parents terribles                  | Yvonne                       | –                                                                 |
| 1980 | Tell Me a Riddle                       | Eva                          | –                                                                 |
| 1981 | Altatódal nászágyon                    | Maria                        | n.a                                                               |
| 1982 | Bloodtide                              | Anna nővér                   | –                                                                 |
| 1983 | Testamentum                            | ?                            | n.a                                                               |
| 1984 | Gawain és a zöld lovag                 | Lady Lyonesse                | n.a                                                               |
| 1988 | Vannak lányok...                       | nagymama                     | n.a                                                               |
| 1988 | Two Men                                | Rose                         | –                                                                 |
| 1991 | A Star for Two                         | Simone                       | –                                                                 |
| 1993 | La prossima volta il fuoco             | édesanya                     | –                                                                 |

### Televíziós sorozatok
| Év      | Cím                            | Szerep (zárójelben az évad (S) és/vagy epizód (E))           |
| ------- | ------------------------------ | ------------------------------------------------------------ |
| 1960-63 | Les cinq dernières minutes     | 1960: Madame Grisolles (S1E14) 1963: Wanda Nouchkine (S1E29) |
| 1961    | L'histoire dépasse la fiction  | Leonora Galigaï (S1E03)                                      |
| 1966    | Le train bleu s'arrête 13 fois | Sonia (S1E11)                                                |
| 1966    | Thirteen Against Fate          | Emma Martens (S1E09)                                         |
| 1969    | A Touch of Venus               | Francesca (S2E07)                                            |
| 1972    | Cool Million                   | Madame Martine (S1E01)                                       |
| 1976    | Second City Firsts             | Natasha (S6E01)                                              |
| 1977    | Cinéma 16                      | Madame Debolska (?)                                          |
| 1979    | Le petit théâtre d'Antenne 2   | ? (?)                                                        |
| 1980    | Les amours de la belle époque  | Madame Grabut (?)                                            |

## Díjak és jelölések
| Cím              | Díj                               | Kategória                  | Eredmény      |
| ---------------- | --------------------------------- | -------------------------- | ------------- |
| Zorba, a görög   | BAFTA-díj                         | Legjobb külföldi színésznő | Jelölve       |
| Zorba, a görög   | Golden Globe-díj                  | Legjobb női mellékszereplő | Jelölve       |
| Zorba, a görög   | Laurel-díj                        | Legjobb női mellékszereplő | Negyedik hely |
| Zorba, a görög   | Laurel-díj                        | Legjobb új női színésznő   | Hatodik hely  |
| Zorba, a görög   | Oscar-díj                         | Legjobb női mellékszereplő | Elnyerte      |
| Tell Me a Riddle | Taormina Nemzetközi Filmfesztivál | Arany Maszk                | Elnyerte      |